# Titihiriya
Titihiriya (nep. तिताहिरिया) – gaun wikas samiti w zachodniej części Nepalu w strefie Bheri w dystrykcie Banke. Według nepalskiego spisu powszechnego z 2001 roku liczył on 1388 gospodarstw domowych i 8506 mieszkańców (4277 kobiet i 4229 mężczyzn).